# Квезал довгохвостий
Квезал довгохвостий, або кецаль (Pharomachrus mocinno) — вид птахів родини трогонових (Trogonidae). Розповсюджений від території півдня Мексики до західної Панами. Птахи широко знані завдяки своєму різноколірному оперенню.
Кецалі відігравали значну роль в міфологічних уявленнях месоамериканських аборигенів. Нині кецаль — національний птах Гватемали, його зображення є на прапорі та гербі цієї країни. Також на честь птаха названо місцеву валюту — гватемальський кетсаль.

## Опис
Довгохвостий квезал є найбільшим представником трогонів. Довжина від 36 до 40 см без хвоста, вага до 210 г. Кецалі мають зелений тулуб, колір переливається від зелено-золотистого до синьо-фіолетового, груди червоні. В самців надхвостові пера прикривають хвости і є довшими від тулуба. Також самці мають своєрідний чубчик з пір'я. Оперення крил теж довге. Дзьоб жовтий у зрілих самців і чорний в самок, частково прикритий зеленим пір'ям.